# Jordan Lotomba
Jordan Mvula Lotomba (Yverdon-les-Bains, 29 september 1998) is een Zwitsers voetballer die doorgaans speelt als rechtsback. In september 2024 verruilde hij OGC Nice voor Feyenoord. Lotomba maakte in 2020 zijn debuut in het Zwitsers voetbalelftal.

## Clubcarrière
Lotomba speelde in de jeugd van Champagne Sports en Yverdon Sport, alvorens hij in 2013 in de opleiding van Lausanne Sport terechtkwam. Bij deze club maakte hij ook zijn debuut, toen op 30 mei 2015 met 4–0 verloren werd van FC Wil. Lotomba mocht van coach Fabio Celestini in de zesenzestigste minuut als invaller het veld betreden. Zijn eerste doelpunt volgde op 17 april 2016, op bezoek bij FC Le Mont. Tijdens dit duel opende Kevin Méndez de score, waarna Lotomba de eindstand bepaalde op 0–2. In het seizoen 2015/16 werd Lausanne Sport kampioen van de Challenge League, waarmee de club promoveerde naar de Super League. Na nog een jaar op dat niveau verkaste Lotomba naar Young Boys, waar hij zijn handtekening zette onder een verbintenis voor de duur van vier seizoenen. De rechtsback werd in zijn eerste seizoen in Bern landskampioen.
In de zomer van 2020 werd Lotomba voor circa zes miljoen euro aangetrokken door OGC Nice, waar hij tekende voor vijf seizoenen. Vier seizoenen lang speelde hij minimaal achtentwintig competitiewedstrijden per jaargang. Toen hij zijn laatste contractjaar inging, vertrok hij bij Nice. Feyenoord nam de vleugelverdediger over voor circa vijf miljoen euro en gaf hem een contract voor drie seizoenen.

## Clubstatistieken
| Seizoen | Club           | Competitie       | Competitie | Competitie | Beker | Beker | Internationaal | Internationaal | Totaal | Totaal |
| Seizoen | Club           | Competitie       | Wed.       | Dlp.       | Wed.  | Dlp.  | Wed.           | Dlp.           | Wed.   | Dlp.   |
| ------- | -------------- | ---------------- | ---------- | ---------- | ----- | ----- | -------------- | -------------- | ------ | ------ |
| 2014/15 | Lausanne Sport | Challenge League | 1          | 0          | 0     | 0     | —              | —              | 1      | 0      |
| 2015/16 | Lausanne Sport | Challenge League | 15         | 1          | 0     | 0     | —              | —              | 15     | 1      |
| 2016/17 | Lausanne Sport | Super League     | 25         | 1          | 1     | 0     | —              | —              | 26     | 1      |
| 2017/18 | Young Boys     | Super League     | 22         | 0          | 4     | 0     | 6              | 1              | 32     | 1      |
| 2018/19 | Young Boys     | Super League     | 5          | 0          | 0     | 0     | 0              | 0              | 5      | 0      |
| 2019/20 | Young Boys     | Super League     | 27         | 0          | 1     | 0     | 6              | 0              | 34     | 0      |
| 2020/21 | OGC Nice       | Ligue 1          | 30         | 1          | 1     | 0     | 5              | 0              | 36     | 1      |
| 2021/22 | OGC Nice       | Ligue 1          | 30         | 0          | 4     | 0     | —              | —              | 34     | 0      |
| 2022/23 | OGC Nice       | Ligue 1          | 33         | 0          | 0     | 0     | 7              | 0              | 40     | 0      |
| 2023/24 | OGC Nice       | Ligue 1          | 28         | 1          | 3     | 0     | —              | —              | 31     | 1      |
| 2024/25 | OGC Nice       | Ligue 1          | 2          | 0          | 0     | 0     | —              | —              | 2      | 0      |
| 2024/25 | Feyenoord      | Eredivisie       | 0          | 0          | 0     | 0     | 0              | 0              | 0      | 0      |
| Totaal  | Totaal         | Totaal           | 218        | 4          | 14    | 0     | 24             | 1              | 256    | 5      |

Bijgewerkt op 3 september 2024.

## Interlandcarrière
Lotomba maakte op 8 september 2018 zijn debuut in het Zwitsers voetbalelftal, toen een vriendschappelijke wedstrijd gespeeld werd tegen Kroatië. Dankzij Mario Gavranović kwam Zwitserland op voorsprong, maar Kroatië won uiteindelijk met 1–2 door treffers van Josip Brekalo en Mario Pašalić. Lotomba mocht van bondscoach Vladimir Petković in de basis beginnen en speelde de hele wedstrijd mee. De andere debutanten dit duel waren Jonas Omlin (Montpellier), Bećir Omeragić (FC Zürich) en Simon Sohm (Parma).
Lotomba werd in mei 2021 door Petković opgenomen in de Zwitserse selectie voor het uitgestelde EK 2020. Op dit toernooi werd Zwitserland na strafschoppen uitgeschakeld door Spanje in de kwartfinales. Eerder was op die manier juist gewonnen van Frankrijk. In de groepsfase werd gelijkgespeeld tegen Wales (1–1), verloren van Italië (3–0) en gewonnen van Turkije (3–1). Lotomba kwam niet in actie. Zijn toenmalige teamgenoot Kasper Dolberg (Denemarken) was ook actief op het EK. Zijn eerste doelpunt maakte hij op 29 maart 2022, tijdens zijn vijfde interlandoptreden. Tegen Kosovo maakte hij de beslissende 1–1, nadat Milot Rashica de score had geopend.
| Interlands van Jordan Lotomba voor Zwitserland | Interlands van Jordan Lotomba voor Zwitserland | Interlands van Jordan Lotomba voor Zwitserland | Interlands van Jordan Lotomba voor Zwitserland | Interlands van Jordan Lotomba voor Zwitserland | Interlands van Jordan Lotomba voor Zwitserland |
| №                                              | Datum                                          | Wedstrijd                                      | Uitslag                                        | Competitie                                     | Goals                                          |
| Als speler bij OGC Nice                        | Als speler bij OGC Nice                        | Als speler bij OGC Nice                        | Als speler bij OGC Nice                        | Als speler bij OGC Nice                        | Als speler bij OGC Nice                        |
| ---------------------------------------------- | ---------------------------------------------- | ---------------------------------------------- | ---------------------------------------------- | ---------------------------------------------- | ---------------------------------------------- |
| 1                                              | 7 oktober 2020                                 | Zwitserland – Kroatië                          | 1 – 2                                          | Vriendschappelijk                              |                                                |
| 2                                              | 3 juni 2021                                    | Zwitserland – Liechtenstein                    | 7 – 0                                          | Vriendschappelijk                              |                                                |
| 3                                              | 1 september 2021                               | Zwitserland – Griekenland                      | 2 – 1                                          | Vriendschappelijk                              |                                                |
| 4                                              | 8 september 2021                               | Noord-Ierland – Zwitserland                    | 0 – 0                                          | WK 2022 kwalificatie                           |                                                |
| 5                                              | 29 maart 2022                                  | Zwitserland – Kosovo                           | 1 – 1                                          | Vriendschappelijk                              | 61'                                            |
| 6                                              | 2 juni 2022                                    | Tsjechië – Zwitserland                         | 2 – 1                                          | Nations League 2022/23                         |                                                |
| 7                                              | 5 juni 2022                                    | Portugal – Zwitserland                         | 4 – 0                                          | Nations League 2022/23                         |                                                |
| 8                                              | 15 oktober 2023                                | Zwitserland – Wit-Rusland                      | 3 – 3                                          | EK 2024 kwalificatie                           |                                                |

Bijgewerkt op 3 september 2024.

## Erelijst
| Competitie       |                |                  |                |                |
| Competitie       | Aantal         | Jaren            |                |                |
| Lausanne Sport   | Lausanne Sport | Lausanne Sport   | Lausanne Sport | Lausanne Sport |
| ---------------- | -------------- | ---------------- | -------------- | -------------- |
| Challenge League | 1              | 2015/16          |                |                |
| Young Boys       |                |                  |                |                |
| Super League     | 2              | 2017/18, 2018/19 |                |                |